# Liste der Orte in der kreisfreien Stadt Straubing
Die Liste der Orte in der kreisfreien Stadt Straubing listet die 26 amtlich benannten Gemeindeteile (Hauptorte, Kirchdörfer, Pfarrdörfer, Dörfer, Weiler und Einöden) in der kreisfreien Stadt Straubing auf.

## Systematische Liste
Die kreisfreie Stadt Straubing mit dem Hauptort Straubing; die Stadtteile Alburg, Hornstorf, Ittling, Kagers, Oberöbling, Sossau, Unterzeitldorn; das Kirchdorf Frauenbründl; die Dörfer Gstütt, Haid, Hofstetten, Kay, Lerchenhaid, Unteröbling; die Weiler Breitenfeld, Gut Eglsee, Harthof, Im Königreich, Öberau; die Einöden Gollau, Mitterast, Mooshäusl, Oberast, Ringenberg, Wimpasing.

## Alphabetische Liste
- Alburg
- Breitenfeld
- Frauenbründl
- Gollau
- Gstütt
- Gut Eglsee
- Haid
- Harthof
- Hofstetten
- Hornstorf
- Im Königreich
- Ittling
- Kagers
- Kay
- Lerchenhaid
- Mitterast
- Mooshäusl
- Oberast
- Öberau
- Oberöbling
- Ringenberg
- Sossau
- Straubing
- Unteröbling
- Unterzeitldorn
- Wimpasing